# Юнусабад (станция метро)
«Юнусабад» (узб. Yunusobod) — станция Ташкентского метрополитена.
Открыта для пассажиров 29 августа 2020 года в составе второго участка Юнусабадской линии : «Шахристан» — «Туркистон».
Расположена между станциями : «Туркистон» и «Шахристан».

## История
Станция названа в честь одноимённого района — «Юнусабад»

## Характеристика
Станция: колонная, двухпролётная, мелкого заложения, с островной, кривой платформой (единственная станция Ташкентского метрополитена с изогнутой (кривой) платформой), с двумя подземными вестибюлями.

## Оформление
Оформление станции выстроено в стиле уникального склона с серией рельефных колонн в центре платформы.
У входа размещены картины в виде зеркал, изображающих современный и древний облик Ташкента.
На путевых стенах платформы расположены шесть экранных композиций.

## Строительство
7 ноября 2016 года по инициативе исполняющего обязанности Президента Узбекистана Ш. Мирзиёева возобновилось строительство станций «Юнусабад» и «Туркистон», ранее приостановленное по причине утечки грунтовых вод.
При строительстве использовалась строительная техника из Германии и России.
В проекте была применена немецкая технология, благодаря которой водоносный пласт был преодолен с использованием железобетонных тюбингов.
30 ноября 2019 года в связи со строительством подземного перехода, временно закрылись некоторые участки автомобильной дороги.
Полностью достроена 15 июня 2020 года.
По сообщению пресс-службы «Узбекистон темир йуллари», общая стоимость строительства станций «Юнусабад» и «Туркистон» составила 103,8 млн долларов США.
29 августа 2020 года станция «Юнусабад» сдана в эксплуатацию.

## Происшествия
18 декабря 2019 года в 10:00 по Ташкентскому времени, на участке строящейся станции метро «Юнусабад» произошёл обвал грунта. В результате обвала грунта погибли 6 человек. Была создана правительственная комиссия во главе первого заместителя премьер-министра Узбекистана Ачилбая Раматова.
На следующий день Генеральная прокуратура Республики Узбекистан сообщила о возбуждении уголовного дела по статье 257 («Нарушение правил охраны труда») и статье 258 («Нарушение правил безопасности горных, строительных или взрывоопасных работ») УК страны.
1 февраля 2020 года правительственная комиссия назвала причины катастрофы Семьям погибших были выплачены единовременные компенсации в размере 100 млн. сумов, а также назначены ежемесячные денежные пособия.